# أثينا (مسلسل)
أثينا هو مسلسل تلفزيوني مصري عُرض في شهر رمضان عام 1446 هـ (1 مارس 2025م)، من بطولة ريهام حجاج، أحمد مجدي، عمر السعيد، نبيل عيسى، سوسن بدر، من تأليف محمد ناير، ومن إخراج يحيى إسماعيل.

## قصة المسلسل
تُجبر مراسلة صحفية على التقاعد والابتعاد عن مجال عملها لفترة بعد تعرضها لأزمة كبيرة في حياتها، لكنها تعود لممارسة المهنة من جديد بعد انتحار شقيقتها عبر عالم الـ(دارك ويب)، فتخوض رحلة محفوفة بالمخاطر داخل هذا العالم لاكتشاف أسراره ومخاطره.

## بطولة
- ريهام حجاج
- سوسن بدر
- أحمد مجدي
- نبيل عيسى
- محمود قابيل
- سلوى محمد علي
- تامر هاشم
- ميران عبد الوارث
- چنا الأشقر
- علي السبع
- دونا إمام
- سالم الوشاحي
- چيدا منصور
- عمر عمر
- إسماعيل رائق
- ياسمين الهواري
- مريم الفرجاني
- ميرنا زكرى
- مصطفى عسكر
- عبير فاروق
- أحمد خالد
- شريف حافظ